# Sándor Gellér
Sándor Gellér (né le 12 juillet 1925 à Veseuș en Roumanie et mort le 13 mars 1996) est un footballeur juif hongrois, qui jouait au poste de gardien de but,,,,.
Il remporte une médaille d'or avec la sélection hongroise le 2 août aux Jeux olympiques de 1952 à Helsinki, Il joue pour le club du MTK Budapest entre 1947 et 1962, et participe à la Coupe du monde 1954 avec la Hongrie.